# Tom Ellis
Thomas John „Tom“ Ellis (* 17. listopadu 1978 Cardiff) je velšský herec. Proslavil se rolí Garyho Prestona v sitcomu Miranda (2009–2015) a rolí Lucifera Morningstara v seriálu Lucifer (2016–2021).

## Životopis
Narodil se v Cardiffu do rodiny Marilyn Jean a Christophera Johna Ellisových. Jeho otec, sestra a strýc jsou ministranty, přičemž jeho strýc Robert Ellis vedl Regent's Park College v Oxfordu, kam chodil i jeho otec. Ellis vystudoval střední školu High Storrs School v Sheffieldu a během studií hrál na lesní roh v sheffieldském orchestru mladých.

## Osobní život
V letech 2006 až 2014 byl ženatý s herečkou Tamzin Outhwaite. Dne 25. června 2008 Outhwaite porodila první dceru, kterou pojmenovali Florence Elsie a v roce 2012 se narodila jejich druhá dcera, Marnie Mae. Ellis má ještě dceru Noru z předchozího vztahu. Dne 29. srpna 2013 pár oznámil svůj rozvod a jejich mluvčí později potvrdil, že žádost o rozvod podala Outhwaite a jako příčinu rozpadu manželství uvedla hercovu nevěru.
Roku 2019 si vzal americkou scenáristku Meaghan Oppenheimer.

## Filmografie

### Film
| Rok  | Název                 | Role      | Poznámky            |
| ---- | --------------------- | --------- | ------------------- |
| 2001 | Zloději a vyděrači    | policista |                     |
| 2001 | Ukradni, co můžeš!    | Squash    |                     |
| 2003 | Jsem s tebou          | Ivor      |                     |
| 2008 | Zbouchni mě!          | Zak       |                     |
| 2013 | Walking Stories       | Jarrod    | krátkometrážní film |
| 2019 | No není to romantika? | doktor    |                     |

### Televize
| Rok       | Název                                        | Role                     | Poznámky                                                |
| --------- | -------------------------------------------- | ------------------------ | ------------------------------------------------------- |
| 2000      | Kiss Me Kate                                 | Ben                      | díl: „Kate's Niece“                                     |
| 2001      | The Life and Adventures of Nicholas Nickleby | John Browdie             | televizní film                                          |
| 2001      | Jack and the Beanstalk: The Real Story       | větší chlapec            | 2 díly                                                  |
| 2001–02   | Nice Guy Eddie                               | Frank Bennett            | 7 dílů                                                  |
| 2002      | Linda Green                                  | Marko                    | díl: „Viva Espana“                                      |
| 2002      | Wild West                                    | instruktor               | díl: „Fear of Bungee“                                   |
| 2003      | Pollyanna                                    | Timothy                  | televizní film                                          |
| 2003      | Holby City                                   | David Jones              | díl: „Endgame“                                          |
| 2004      | Mesiáš 3: Slib                               | doktor Phillip Ryder     | 2 díly                                                  |
| 2005      | ShakespeaRe-Told                             | Claudius                 | díl: „Mnoho povyku pro nic“                             |
| 2005      | Love Soup                                    | Mike                     | díl: „Take Five“                                        |
| 2005      | Doctors                                      | Ricky Adams              | díl: „Slim Chance“                                      |
| 2005      | Twisted Tales                                | Alex                     | díl: „The Irredeemable Brain of Dr. Heinrich Hunsecker“ |
| 2005      | Vraždy v Midsomeru                           | Lee Smeeton              | díl: „Rapsodie z Midsomeru“                             |
| 2005      | Mrtvé probouzeti                             | Harry Taylor             | díl: „Straw Dog“ (2. části)                             |
| 2005–06   | No Angels                                    | Justyn                   | 4 díly                                                  |
| 2006      | EastEnders                                   | doktor Oliver Cousins    | 29 dílů                                                 |
| 2006      | Pulling                                      | Sam                      | 2 díly                                                  |
| 2006–2009 | Show Catherine Tateové                       | detektiv Sam Speed       | 3 díly                                                  |
| 2007      | Suburban Shootout                            | P.C. Haines              | 8 dílů                                                  |
| 2007      | Casualty                                     | Joe Kelsall              | díl: „Combat Indicators: Part 1“                        |
| 2007      | Pán času                                     | Tom Milligan             | díl: „Poslední z pánů času“                             |
| 2008      | Trial & Retribution                          | Nick Fisher              | 2 díly                                                  |
| 2008      | Harley Street                                | Dr. Ross Jarvis          | 6 dílů                                                  |
| 2008      | Umučení                                      | apoštol Filip            | 4 díly                                                  |
| 2009      | Monday Monday                                | Steven                   | 7 dílů                                                  |
| 2009      | Masterwork                                   | Harry Babbs              | TV film                                                 |
| 2009–15   | Miranda                                      | Gary Preston             | 20 dílů                                                 |
| 2010      | Dappers                                      | Marco                    | díl: „Proper Job“                                       |
| 2010      | Merlin                                       | Cenred                   | 4 díly                                                  |
| 2010      | Accused                                      | Neil McGray              | díl: „Liam's Story“                                     |
| 2011      | The Fades                                    | Mark Etches              | 6 dílů                                                  |
| 2011      | Children in Need                             | Gary Preston             | díl 1.32                                                |
| 2011      | Sugartown                                    | Max Burr                 | 3 díly                                                  |
| 2012      | Gates                                        | Mark Pearson             | 5 dílů                                                  |
| 2012      | Playhouse uvádí                              | Bill                     | díl: „The Other Woman“                                  |
| 2012      | Silent Witness                               | otec Jacobs              | 2 díly                                                  |
| 2012      | The Preston Passion                          | Pilate                   | TV film                                                 |
| 2012      | Hercule Poirot                               | detektiv inspektor Bland | díl: „Hra na vraždu“                                    |
| 2012      | The Secret of Crickley Hall                  | Gabe Caleigh             | 3 díly                                                  |
| 2013      | Bylo, nebylo                                 | Robin Hood               | díl: „Lacey“                                            |
| 2013      | Gothica                                      | Viktor Frankenstein      | TV film                                                 |
| 2014      | Rush                                         | doktor William Rush      | hlavní role, 10 dílů                                    |
| 2014      | Under Milk Wood                              | pan Ogmore               | TV film                                                 |
| 2015      | Agresivní virus                              | Rob Bradley              | díl: „Identita“                                         |
| 2015–21   | Lucifer                                      | Lucifer Morningstar      | hlavní role                                             |
| 2018      | Griffinovi                                   | Oscar Wilde (hlas)       | díl: „V is For Mystery“                                 |
| 2019      | Queen America                                | Andy                     | 2 díly                                                  |
| 2019      | The Flash                                    | Lucifer Morningstar      | díl: „Crisis on Infinite Earths: Part Three“            |